# Kreosan
Kreosan («Креативні експерименти», «Креативна наука») — науково-популярний російськомовний канал на сайті YouTube.
Канал активно веде луганський відеоблогер Олександр Крюков. Канал здебільшого присвячений експериментам з електрикою та електронними пристроями. Іноді на каналі з'являються також запрошені друзі та колеги Олександра Крюкова. 

## Про учасників та гостей каналу
Олександр Крюков (Креосан) заробляв ремонтом побутової техніки (мікрохвильових печей, телевізорів, пральних машинок), оновлював електропроводку, збирав електромотлох.
Павло Павлов закінчив коледж з ремонту та обслуговування електропобутової техніки, працював у інтернет-провайдері, з 2017 року не є учасником каналу.
Павло відповідав за просування каналу Kreosan та реалізацію задумів, Олександр — творчий керівник проекту. Познайомились 2011 року після служби у церкві Свідків Єгови. Попри 10-річну різницю у віці, їх зблизила спільна зацікавленість електрикою та велосипедами.
Никита Поддубнов (Циган) блогер з Казахстану, що іноді з'являвся на каналі як співведучий. Має свій ютуб канал «TEMNAYA FAZA»[джерело?]. 

## Історія каналу
Перший експеримент народився із пустощів: хлопці кинули пустий балон з-під монтажної піни у вогнище і потім вирішили записати це на відео. Цей запис незабаром отримав кілька тисяч переглядів на YouTube.
У травні 2014 року, коли канал мав 23 тисячі підписників, хлопців запросили до Москви на фестиваль відеоблогерів «Видеоpeople». Після цього автори каналу почали більше знімати освітніх та практичних відео замість суто пустотливих експериментів. Ріст популярності каналу дозволив хлопцям кинути попередню діяльність та зосередитися на каналі.
2018 року автор з друзями відправились у подорож 1000 км до Чорного моря на електровелосипедах. При цьому порушуючи українське законодавство про перетин державного кордону України, їдучи до тимчасово окупованого Криму через керченський міст.
2019 року вперше здійснили нелегальну поїздку до Чорнобильської зони відчуження та Чорнобильської АЕС.
У 2023 році здійснили поїздку до Казахстану, а саме до Семипалатинського ядерного полігону. Побували на «атомному озері». Здійснили поїздку на велосипеді з маленьким двигуном.

## Вміст каналу
Особливістю каналу Kreosan є надзвичайно небезпечні експерименти, а також «нерозсудливе» та «шалене» ставлення до техніки безпеки під час їх проведення. Запам'ятовується глядачам також оптимізм авторів, характерний стиль одягу чоловіків та місцевий колорит. Частина матеріалів знята у спальні Олександра у будинку його бабусі, інша частина — у знімному будинку.
Частина відео каналу присвячена порадам щодо виживання в екстремальних умовах. Зокрема, добуванню електрики та Інтернет-зв'язку, а також заряджанню мобільного телефону (наприклад, від залізничних шляхів чи високовольтних ліній).
Окрім освітньо-експериментальних відео, деякі сюжети також присвячені життю Луганську, окупованого терористами з ЛНР; зокрема автори відвідали зруйнований Луганський аеропорт. Одне відео, на якому автори розбирають нерозірваний снаряд, адміністрація YouTube визнала надто небезпечним, і його видалили.
Канал принципово аполітичний. Через обстріли Луганська внаслідок війни на Донбасі будинки авторів регулярно страждали від різного ступеня ушкоджень, однак вони стверджують, що мають друзів по обидві сторони фронту і не хочуть приймати жодної зі сторін.

## Популярність каналу
Станом на 2024 рік головний канал Kreosan мав 6,12 млн підписників та понад 1 млрд переглядів.